# OnePlus 2
OnePlus 2 (também abreviado como OP2) é um smartphone desenvolvido pela OnePlus. É o sucessor da OnePlus One, que foi lançada em 2014, trazendo inclusive muitas características em comum. A OnePlus lançou o smartphone em 28 de julho de 2015 com uma transmissão para realidade virtual pela internet, onde pessoas do resto do mundo assistiram ao evento com um Google Cardboard.
Na China, país de origem, a OnePlus vendeu trinta mil unidades da OnePlus 2 em apenas sessenta segundos após o lançamento da venda do produto.

## Desenvolvimento

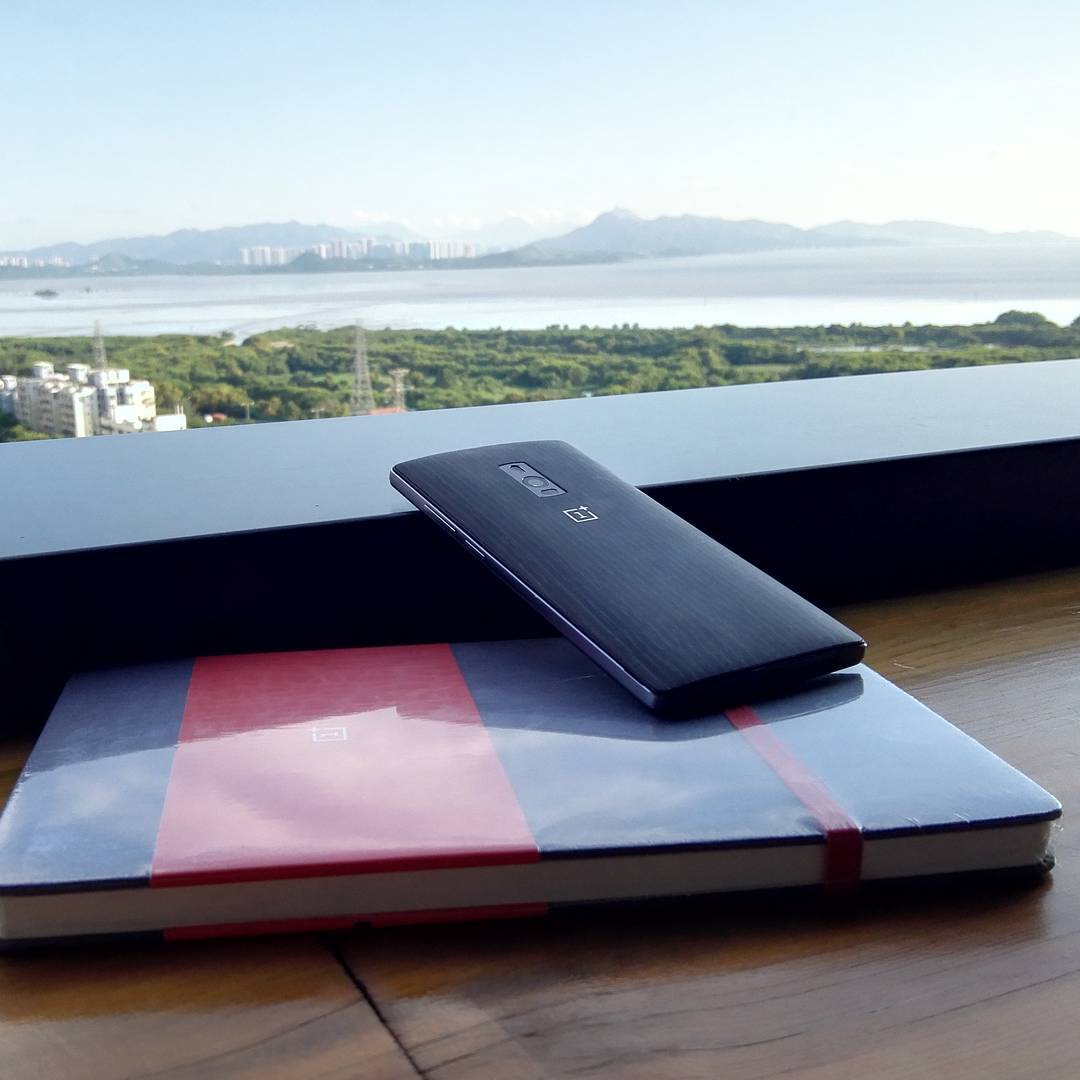
OnePlus 2

Em 25 de janeiro de 2015, a OnePlus anunciou o nome oficial do smartphone como OnePlus 2. Também foi relatado posteriormente que a OnePlus 2 teria lançamento no final de 2015, possivelmente devido a problemas de hardware com seu processador.
No início de abril de 2015, a OnePlus confirmou que a OnePlus 2 não contará o carregamento sem fio e NFC. Posteriormente, (em 29 de junho de 2015), foi confirmado que o dispositivo também contará com um sensor de impressão digital, que é semelhante ao Touch ID da Apple.
Em outubro de 2015, o cofundador da OnePlus, Carl Pei, oficializa que a OnePlus 2 será o único carro-chefe da empresa para o ano de 2015, mas um outro telefone, chamado OnePlus X, foi lançado.

## Lançamento e distribuição

### Software
A OnePlus 2 vem pré-carregado com o Android 5.1.1 "Lollipop", usando sua personalização do sistema Android, o OxygenOS 2.0, da OnePlus. Uma atualização do OxygenOS, versão 2.2.1, foi lançada para a OnePlus 2 em fevereiro de 2016. Em maio de 2016, a OnePlus lançou uma atualização via OTA do OxygenOS 3.0 com Android Marshmallow aos consumidores da OnePlus 2.
A empresa lançou a versão atualizada do OxygenOS (OOS3.5.5) na véspera de Natal; esta atualização trouxe melhorias no reconhecimento de gestos, melhorias na interface do usuário e correções de falhas. No entanto, houve constantemente problemas de queda de rede que levaram a equipe da OnePlus a interromper a OTA. Logo, a equipe libera a nova versão do Oxygen OS (OOS 3.5.6) que corrige todos os possíveis problemas.
Apesar de dizer aos consumidores que a OnePlus 2 seria atualizada para o Android 7 "Nougat", acabou sendo confirmado que isso não aconteceria, deixando o dispositivo no Android 6.0.1 mais antigo.
A OnePlus lançou o OxygenOS 3.6.0 em junho de 2017, com o patches de segurança do mês de junho incluídos e pequenas correções.
Ele recebeu uma atualização do OxygenOS 3.6.1 em outubro de 2017, com patches de segurança do Android incluídos, problemas de segurança do WPA2 e correções gerais de bugs e melhorias.
| Precedido por OnePlus One | OnePlus 2 2015 | Sucedido por OnePlus 3 |